# Club de Germanor Turcman
Club de Germanor Turcmana (anglès: Turkmen Brotherhood Club, turc: Türkmen Kardaşlik Ocagi) és una organització política dels turcmans a l'Iraq. Fou creada per intel·lectuals a Bagdad el 1960 i fou fins al 2003 (el 1991 al Kurdistan) l'única organització oficial dels turcmans a l'Iraq. El 1971 es va fundar una branca a Mossul i el 1975 una a Erbil. Cada branca tenia equips de teatre, música i dansa i organitzaven activitats socials pels estudiants turcmans a Bagdad, Mossul i Erbil. Va publicar la revista Kardaşlik (Germanor) que fou l'única en turcman i tractava de literatura, cultura, societat, esport i folklore. El 1977 l'organització fou infiltrada pel règim i el 1979 i 1980 foren detinguts diversos membres executats el 1980 i 1981, entre els quals el coronel retirat Abdulla Abdurrahman, el professor Necdet Kocak, i l'home de negocis Adil Sherf; el Dr. Riza Demirci va desaparèixer. El Club es va recuperar a Erbil el 1992 i el 2001 va ingressar al Front Turcman Iraquià. Quan el 2008 el Front es va dividir, no s'esmenta al Club.